# Telde Challenger 2006
Il Telde Challenger 2006 è stato un torneo di tennis facente parte della categoria ATP Challenger Series nell'ambito dell'ATP Challenger Series 2006. Il torneo si è giocato a Telde in Spagna dal 1º maggio 2006 su campi in terra rossa.

## Vincitori

### Singolare
Marc López ha battuto in finale  Benedikt Dorsch 6–0, 6–1

### Doppio
Adam Chadaj /  Michael Ryderstedt hanno battuto in finale  David Marrero /  Daniel Muñoz de la Nava con il punteggio di 5–7, 6–3, [10–7]